# José Macia
José Macia, zvaný Pepe (25. února 1935 Santos) je bývalý brazilský fotbalový útočník a pozdější trenér. Mistr světa z roku 1958 ve Švédsku a 1962 v Chile (ani na jednom závěrečném turnaji však nenastoupil). Za brazilskou fotbalovou reprezentaci odehrál 34 zápasů, vstřelil 16 gólů. Na klubové úrovni získal s klubem Santos FC dvakrát Copa Libertadores (1962, 1963) a Interkontinentální pohár (1962, 1963).